# رق عنابی
رق عنابی نام روستایی است در دهستان کاهشنگ از توابع بخش مرکزی شهرستان بیرجند، واقع در استان خراسان جنوبی  که بر پایه سرشماری عمومی نفوس و مسکن در سال ۱۳۸۵ جمعیت آن ۸۰ نفر (در ۲۱ خانوار)  و طبق سرشماری عمومی نفوس و مسکن در سال ۱۳۹۵ جمعیت آن ۱۲ نفر (در ۵ خانوار) بوده‌است.